# 灘康次とモダンカンカン
灘康次とモダンカンカン（なだこうじとモダンカンカン）は、ボーイズグループ。ボーイズバラエティ協会所属。1958年に結成。
リーダーの灘康次はあきれたぼういず創始者の川田晴久（川田義雄）の直弟子にあたる。「地球の上に朝が来る」で知られる「川田節」など、川田やあきれたぼういずの芸を継承し、メンバーチェンジを繰り返しながら2010年代まで長く活動した。2019年現在、灘の死去もありグループとしては休止状態で、メンバーの川田恋がソロで活動中。

## メンバー
現在のメンバー
- 川田 恋（かわだ こい、1956年9月5日 - ） - 鹿児島県長島町出身。本名は中川 高。1977年クラブ専属歌手、1978年より加入。ベースギター。オカマキャラを売りにする。2018年現在、ソロをメインに活動中。ボーイズバラエティ協会理事長。
- 伴 丈治（ばん じょうじ） - 大分県大分市出身。元渡辺プロダクションのタレントからバンドマンを経て、2007年より加入。アルトサックス。2015年時点で病気休業中。

元メンバー
- 灘 康次（なだ こうじ、1929年3月7日 - 2019年3月5日）、東京都洲崎遊廓出身。本名は灘 定男。リーダーでありリードギター・ボーカル。関東商業学校在学中に予科練を経て戦後「劇団新生」に入団し歌と芝居を習う。ギターは上原げんとに指導を受けた。1947年頃に元あきれたぼういずの川田晴久（川田義雄）の弟子になり「川田義雄とダイナ・ブラザース」のメンバーになる。横浜国際劇場でボーイズデビュー。1956年、川田義雄の病気療養（翌年死去）に伴い、西方健と「カンカンコンビ」を結成（のちに解散し西方は「ぴんぼけトリオ」（のちの「ザ・ぴんぼけ」）を結成した）。灘は1958年にモダンカンカンを結成。メンバーチェンジを繰り返しながら、2010年代まで長く活動した。第42回芸術祭賞受賞。1995年にボーイズバラエティ協会会長就任。その後、同協会名誉会長。高齢のため、グループとしての活動は休止していたが、2019年3月5日14時10分、肝臓がんのため、89歳で死去[1]。
- はたのぼる - 1959年、サックス担当としてモダンカンカンに加入。1964年、脱退。野菜を楽器にする「野菜漫談」で人気を得た。2022年11月22日、老衰のため死去。95歳没。
- 島影 正人（しまかげ まさと） - 北海道札幌市出身。本名同じ。かつては「北海道男」と名乗っていた。サックス担当。1958年に「サロンストリングス」に加入、1959年には「疋田ブラザース」に加入。1960年に「モダンカンカン」に加入。舞台ではボケ役であったが、チームのマネージメントも担当していた。2007年に体調面から伴丈治と交代。2010年1月3日死去。72歳没。
- 小山 純（おやま じゅん） - 栃木県小山市出身。本名は田熊 幸男。1965年にビクター音楽院ギター科卒業。1967年に「ザ・ぴんぼけ」に参加。1973年より加入。80年代までドラムス担当であったが、千葉光夫脱退からはサイドギター。小林旭の歌真似を売りにする。2014年5月9日、胃がんのため死去[2]。71歳没。
- 小松千春 （こまつ ちはる）- 秋田県横手市出身。本名同じ。1979年に「トリオ・ザ・ミミック」に加入、その後1990年からモダンカンカンに加入。出身がトリオ・ザ・ミミックとあってか、さまざまな声帯模写を得意としていた。1999年頃に脱退。ドラムス。
- 大庭 克夫（おおば かつお） - ドラムス。1980年頃病気のため脱退。横浜で飲食店など数店舗の店長を経て現在は故郷の宮城県に戻っている。
- 河口 浩（かわぐち ひろし） - 後に「川口ひろし」の名で活動。
- 宮 五郎（みや ごろう）
- 千葉 光夫（ちば みつお） - サイドギター担当。1990年頃脱退。物真似が得意だった。

## 書籍
- 地球の上に朝が来りゃ―賭けかけカケの人生だ（1986年8月、翼書院）ISBN 978-4924475168

## レコード
- 奪って欲しい (テイチク、1975年）
- 別ればなし ご存じ灘ぶし
- 新宿酒場（キング、1979年）
- 新宿仁義（1987年）